# HMS Gladiolus (K34)
«Гладіолус» (англ. HMS Gladiolus (K34) — військовий корабель, корвет типу «Флавер» Королівського військово-морського флоту Великої Британії за часів Другої світової війни.
Корвет «Гладіолус» був закладений 13 листопада 1939 року на верфі компанії Smith's Dock Company у Мідлсбро. 21 березня 1940 року він був спущений на воду, а 29 липня 1940 року увійшов до складу Королівських ВМС Великої Британії.

## Історія служби
1 липня 1940 року німецький підводний човен типу I U-26 був сильно пошкоджений глибинними бомбами британського корвета «Гладіолус» та згодом потоплений австралійським літаючим човном «Сандерленд» 10-ї ескадрильї. Щоб човен не потрапив до рук ворога, командир наказав потопити його. Всі 48 членів екіпажу були врятовані шлюпом «Рочестер» і взяті в полон.
27 червня 1941 року німецький підводний човен U-556 під командуванням Герберта Вольфарта був атакований на південний захід від Ісландії британськими корветами «Нестартіум», «Кілендайн» і «Гладіолус». Всього три корвети запустили 50 глибинних бомб; U-556 був вимушений спливти на поверхню, коли «Гладіолус» на нього скинув ще три глибинні бомби; потім корвети відкрили вогонь в упор, вразивши бойову рубку U-556. У результаті капітан Вольфарт і екіпаж покинули корабель, і човен затонув, перш ніж його вдалось врятувати.
«Гладіолус» був втрачений у жовтні 1941 року під час супроводу конвою SC 48. Найймовірніше близько 00:07 16 жовтня 1941 року корвет був потоплений південніше Ісландії торпедною атакою німецького ПЧ U-553 під командуванням капітан-лейтенанта Гюнтера Креха. Жоден член екіпажу корвету не врятувався.